# The Great Pretender
«The Great Pretender» (en idioma inglés, "El gran farsante") es una canción grabada originalmente por el grupo The Platters y lanzada como sencillo el 3 de noviembre de 1955. La letra y la música son creación de Buck Ram, representante y productor de los Platters y anteriormente un exitoso escritor de canciones. "The Great Pretender" alcanzó el número uno del ranking de la revista Billboard el 18 de febrero de 1956, situación en la que se mantuvo durante dos semanas.

## Historia
Buck Ram, el mánager de The Platters, dijo que escribió la canción en unos 20 minutos en el baño del Hotel Flamingo de Las Vegas para tener una continuación del éxito de "Only You (And You Alone)". Ram se había jactado ante Bob Shad de que tenía una canción aún mejor que "Only You", y cuando Shad lo presionó sobre el nombre de la canción, Ram respondió rápidamente "The Great Pretender". Dijo que la canción sería un éxito incluso antes de haber escrito la canción que iba con el título. Fue grabada por The Platters y lanzada en noviembre de 1955. Plas Johnson tocó el saxofón tenor en la grabación. Se convirtió en el disco más vendido en enero de 1956 y alcanzó el número 2 en la lista Top 100 de Billboard en febrero de 1956. También fue el duodécimo sencillo más vendido de 1956.
The Platters interpretaron "The Great Pretender" y "Only You" en la película musical de 1956 Rock Around the Clock. También formó parte de la banda sonora de la película American Graffiti.
En 2004, la canción ocupó el puesto 360 en Las 500 mejores canciones de todos los tiempos de Rolling Stone.

## Versiones de otros artistas
Varios artistas han interpretado sus propias versiones de "The great pretender", entre ellos:
- Sam Cooke la incluyó en su álbum Hits of the 50's, de 1960, y realiza una versión muy conmovedora.
- Dolly Parton quien en 1984 la incluyó en su álbum de versiones de canciones de los años 1950 y 1960, llamado precisamente The great pretender.
- Freddie Mercury, vocalista de Queen, realizó su propia versión en 1987. Alcanzó el número cuatro en la UK Singles Chart.
- The Band, quienes la incluyeron en su álbum Moondog matinee.
- El trompetista de jazz Lester Bowie. Su versión dura casi diecisiete minutos, la mayor parte de ellos de improvisación, está incluida en su álbum de 1981 The great pretender.
- Gene Summers, en su álbum de 1997 The ultimate school of rock & roll.
- Los Cinco Latinos, en una versión en español que aparece en el álbum recopilatorio Fabulosos 40 años después.

Otros artistas que han versionado "The Great Pretender" son Roy Orbison, E, de la banda Eels, y el grupo de bluegrass Old and in the Way.
También existe una versión de Rod Stewart en el álbum Absolutely Live.